# Публий Лициний Крас Муциан
Вижте пояснителната страница за други личности с името Публий Лициний Крас.
Публий Лициний Крас Див Муциан (на латински: Publius Licinius Crassus Dives Mucianus; * 180 пр.н.е.; † 130 пр.н.е.) e римски политик.

## Биография
Произлиза от клон Сцевола на плебейската фамилия Муции. Той е син на Публий Муций Сцевола (консул 175 пр.н.е.) и Лициния. Брат е на Публий Муций Сцевола (консул 133 пр.н.е.). Той е осиновен от брата на майка му Публий Лициний Крас (консул 171 пр.н.е.).
През 132 пр.н.е. Муциан става pontifex maximus след смъртта на Публий Корнелий Сципион Назика Серапион. През 131 пр.н.е. той е консул заедно с Луций Валерий Флак. През 130 пр.н.е. като консул той е командир на войската срещу бунтуващия се против Рим цар на Пергам Аристоник Пергамски (Eumenes III), където е пленен и умира.

## Фамилия
Муциан е женен за Клавдия, сестра на Апий Клавдий Пулхер (консул 143 пр.н.е.). Те имат децата:
- Лициния Краса Стара, съпруга на Гай Сулпиций Галба, син на Сервий Сулпиций Галба (консул 144 пр.н.е.)

- Лициния Краса Млада, съпруга на Гай Гракх.